# この恋あたためますか
『この恋あたためますか』（このこいあたためますか）は、2020年10月20日から12月22日までTBS系「火曜ドラマ」枠で放送されたテレビドラマ。主演は連続ドラマ初主演となる森七菜。略称は「恋あた」。
キャッチコピーは「今年はいろんなことがありました。甘いものは、人を幸せにします。」。

## あらすじ
1年前に夢であったアイドルグループをクビになり、現在は無気力にコンビニチェーン「ココエブリィ」上目黒店でアルバイトをしている井上樹木の唯一の生き甲斐はコンビニのスイーツ。趣味でSNSにスイーツの批評をしていたところ、その的確な批評を偶然目にした「ココエブリィ」本社の社長・浅羽拓実が、樹木を探し当てスイーツ開発のスタッフに迎え入れ、「1番売れる」シュークリームの開発を依頼する。樹木はスイーツ開発のベンダー会社「ドルチェキッチン」の社員・新谷誠とチョコシュークリームを開発するが、審査会では商品部スイーツ課の社員・北川里保の開発したシュークリームが採用される。樹木はスイーツ開発の際に自分のことを優しくフォローしてくれた浅羽を好きになったものの、スイーツ開発は今回1度きりの話でスイーツ課を去らなければならなかったが、浅羽が樹木のスイーツ開発能力に可能性を感じ、彼女を正式な社員に採用したことでスイーツ課に留まることになる。後日、里保のシュークリームは配送テストをクリアできなかったことから結果的に樹木が開発したものが商品化されたため、自分が企画したスイーツの初めての商品化を逃した里保を元交際相手であった浅羽が心配したことから、里保と浅羽は復縁することになる。
浅羽はその後もスイーツ改革を進めようとするが、専務の神子亮が背任行為の疑いから浅羽の解任動議を発動し、社長を解任されてしまう。もう浅羽に会えなくなるかもしれないという思いから樹木は浅羽を追いかけ好きな気持ちを告白するが彼から返事はなかった。浅羽が去り、神子が社長代行に就任すると、スイーツ改革は中止され、以前の開発方針に戻されてしまう。一方、浅羽は樹木の勧めでココエブリィ上目黒店でアルバイトをすることになり、研修と称した温泉旅行に誘われ旅先で樹木にスノードームをプレゼントするが、里保と復縁したことを理由に樹木の告白を断ったことから、樹木はこの前の告白を「冗談だった」とごまかしてしまう。
そんなある日、軽井沢で大規模停電が起こり、樹木の提案で浅羽は自身が企画したコンビニカーに商品を満載し樹木と共に救援に向かい、移動販売事業に手ごたえを感じる。浅羽が自分に優しくすることに耐えられず、樹木はスノードームを浅羽に返して、スイーツ開発を通して自分に恋愛感情を抱くようになった新谷からの交際の申し出を受け入れる。樹木は新谷との交際で失恋から立ち直ろうとした矢先、方針が変更されたのにもかかわらず以前通りにスイーツ開発を進めていたことから社内で問題視され、販売促進の仕事に回されてしまう。そんな樹木を浅羽が心配していることを察した里保は、浅羽は樹木のことが好きという気持ちに気付いていないと告げ、浅羽との交際を解消する。
樹木は新谷とデートを重ね、新谷の「クリスマスを一緒に過ごしたい」という申し出に答えようとした時、浅羽がその場に現れ「君が必要だ」と告白される。失恋から立ち直り次に進もうとしていたタイミングでの告白に樹木は困惑するが、新谷には浅羽とクリスマスを過ごしたいという気持ちを伝え、彼の申し出を断る。その後、浅羽はコンビニカービジネスを神子に売り込み「移動販売事業部」の部長として本社に復帰することとなり、スイーツ課は移動販売に特化したスイーツを開発することになる。ようやく想いが通じ合い、樹木は浅羽にスイーツを好きになってもらいたいと思いを込めて開発したクリスマスケーキを二人で食べながらイブの夜を過ごす。樹木のSNSにはシュークリームとスノードームの写真を背景に「今年はいろんなことがありました。甘いものは、人を幸せにします。」と書かれた写真が投稿されていた。

## キャスト

### 主要人物
井上樹木（いのうえ きき）〈21〉
演 - 森七菜 （幼少期：落井実結子）
本作品の主人公。ココエブリィ上目黒店のアルバイト店員。
夢であったアイドルグループをメジャーデビュー前にクビとなり、無気力に同店でアルバイトをしている。コンビニのスイーツだけが生き甲斐でSNSアカウント「キキかじり」でスイーツ批評をしているが、その的確な批評が本社社長の浅羽の目に留まり、本社商品部スイーツ課の社員に引き抜かれ、浅羽とともにコンビニオリジナルの「一番売れる」スイーツ開発を手掛けることになる。
スイーツ開発でビジネス重視の浅羽と意見の衝突から反目することもあったが、スイーツ開発を頑張る自分のことを優しくフォローしてくれる浅羽のことが好きになり、浅羽が社長解任となった際、もう会えなくなるかもしれないとその思いを告白するが、後日、浅羽が里保と交際を再開させたこともあり、旅先で交際の申し出を断られてしまう。
浅羽にふられた後は、旅先で浅羽からプレゼントされたスノードームを捨てることができずに彼に引き取ってもらい、誠からの交際の申し出を受け入れデートを重ねるが、心のどこかではまだ浅羽のことを意識している。里保から浅羽も樹木に好意を抱いていることを教えられた誠から浅羽とデートに行った後にどちらが好きか気持ちを確かめたうえでクリスマスを自分と過ごしてくれるか返事を欲しいと迫られ、その返事をする場に浅羽が現れ、君が必要だと告白される。浅羽が現れたことで誠への返事は一旦保留となるが、最終的には誠の申し出を断り、浅羽とクリスマスを過ごすことを選ぶ。
幼少期のトラウマで甘いスイーツが苦手になった浅羽にスイーツを好きになってもらおうと来年分の開発商品であるクリスマスケーキの試作品を24日に間に合うように完成させ、一岡からも絶賛されるケーキを作り上げる。
恋人たちのクリスマスと言えば24日のイブであると考えていたが、浅羽は25日が本当のクリスマスであると考え、24日に海外出張の仕事を入れており、二人で24日のイブを過ごせないと思っていたが、浅羽は商談を早々にまとめ上げ、サプライズでギリギリ24日に帰国し、一度浅羽に引き取ってもらったスノードームを再びプレゼントされ、浅羽がスイーツを好きになってくれることを考えて作ったクリスマスケーキを二人で食べながらイブの夜を過ごす。
浅羽拓実（あさば たくみ）
演 - 中村倫也（幼少期：高橋謙）
ココエブリィ社長。冷徹な超合理主義者。
東京大学を卒業後、eコマースを扱う外資系ネット通販会社「エクサゾン」で輝かしい経歴を歩み、コンビニ業界シェア第4位のココエブリィの改革を託されて出向し、本社の社長に就任する。コンビニの定番スイーツであるシュークリームのリニューアル案を打ち出し、偶然、樹木のSNSでのスイーツ批評を目にし樹木とともにスイーツ開発を手掛けることになる。
社長就任後は「エクサゾン」に退職届を提出し退路を断ち、樹木の手掛けるスイーツで競合他社を凌いでココエブリィの改革とともに業績を伸ばすことで創業者一族から信頼を勝ち取り株式を譲渡されることを目論んでおり、株式譲渡後はその株をエクサゾンに売り払うことを考えていた。しかし、樹木たちとのスイーツ開発を通じてモノ作りの楽しさに触れ、株式売却でエクサゾンの傘下になるとスイーツ開発に制約がかかると考え、株式を売却しないことを決める。しかしその矢先、神子から取締役会でエクサゾンへ株式を売却する背信行為を行っていると解任動議を発動され、社長を解任されてしまう。
社長を解任され自宅にこもっていたため、「気持ちは動かなくなると腐ってしまう」という樹木からの提案でココエブリィ上目黒店の店舗スタッフとして研修することとなり、店長の上杉をはじめとする李や碓井などのアルバイトと交流を持ち、親睦を深めるために温泉旅行に同行することになるが、その旅先で移動式コンビニのアイディアを思いつく。後日、創業者一族の清水に移動式コンビニのアイディアを売り込んで出資してもらうことに成功し、コンビニカーに商品を積んで里保に応援してもらいながら都内各地でテスト販売を行う。
樹木の提案で大規模停電となった軽井沢の住民たちが避難している学校にコンビニカーに商品を載せて駆けつけ、温かい食べ物や飲み物を販売して避難した人たちから喜んでもらい、ただモノを売るだけの場所だと思ってたコンビニが、誰かの居場所にもなり得ることに気付き、後日、老人ホームに販売に出向き、入居している老人たちが買い物を楽しんでいる姿を見て移動販売ビジネスは事業性があることに確信を得る。そしてココエブリィ本社を訪れ神子に移動販売ビジネスを売り込むと、浅羽のビジネスマンとしての実力を認めた神子は移動販売事業部を立ち上げることを決断し、その陣頭指揮を執るようオファーを受け、ココエブリィ本社に移動販売事業部長として復帰することになる。
里保に指摘されたことで、自分は樹木のことが好きであることを自覚し、樹木が誠にクリスマスを一緒に過ごす返事をする場に現れ、樹木に君が必要だと告白し、後日樹木は誠に断りを入れ、浅羽とクリスマスを一緒に過ごす決断を下す。
クリスマスと言えば25日と考えていたことから、樹木とのクリスマスディナーを25日に予約し、24日には海外出張の予定を組んでおり、24日のイブこそ恋人たちのクリスマスと考える樹木と行き違いが生じてしまうが、海外出張の商談を早々にまとめ上げ、樹木にサプライズで24日の夜ギリギリに帰国して彼女の前に現れ、一度返却されたスノードームを彼女に再度プレゼントし、二人でイブの夜を共に過ごす。
幼少期に仕事が忙しい両親のために誠の助けを借りて手作りのクリスマスケーキを準備したものの、一家団欒どころか両親が口論をはじめそのケーキを床に落とされて食べてもらえなかったことから、その出来事がトラウマとなり甘いスイーツとクリスマスが苦手になっていたが、樹木がクリスマスツリーに七夕の短冊のように「シャチョーがクリスマスを（甘いものを）好きになりますように」と願いを書いていたことから、樹木の優しい気持ちに心を癒され、樹木が浅羽がスイーツを好きになってくれるようにと思いを込めて作ったクリスマスケーキをイブの夜に二人で食べている。
新谷誠（しんたに まこと）
演 - 仲野太賀 （幼少期：石川拓）
「ドルチェキッチン」の社員。樹木のスイーツ開発の相棒的存在。スイーツ開発を通じ樹木の明るく元気な人柄に触れ、彼女に恋愛感情を抱く。
浅羽は地元の先輩で幼いころから付き合いがあり、彼のことを「拓兄ィ（たくにぃ）」と呼び慕っている。実家は地元で有名な洋菓子店「Royal Cafe & Cake」であるが、専門店のパティシエは手掛けるスイーツのアイディアを一から十まで全て自分で考えなければならず、それが苦手なために跡を継がずに現職に就職している。アイディア出しは苦手であるが、浅羽や神子のスイーツ開発のダメ出しに真摯に応えるなど職業意識は高い。
一岡の後押しと浅羽からのダメ押しで神子が一度方針転換したスイーツの開発が、浅羽が社長だった当時の方針に戻ることになり、一度お蔵入りとなったアップリンを再度商品化するために開かれた審査会で神子から酷評され開発が暗礁に乗り上げそうになるが、一岡に相談したことで得たヒントからリンゴの強い酸味をごまかす味付けでなく、酸味の良さを引き出す素材の組み合わせを樹木、里保の3人で徹底的に調べることでクリームチーズが最適であることを導き出し、神子も認める評価を得て、商品化される運びとなる。
好きになった樹木のため、これまで苦手としていたスイーツのアイディアを一から考えて新しいケーキを作り、ケーキの試食と共にクリスマスを一緒に過ごす樹木の特別な存在になりたいと交際を申し込み、その思いを受け入れてもらいデートを重ねるが、樹木の心の片隅には浅羽への未練があることを里保からの助言もあり確認し、浅羽とデートをしたうえでクリスマスを自分と過ごしてくれるか返事が欲しいと樹木に問いかけていたところ、返事をもらう場所に浅羽が現れて樹木に告白したため、樹木は浅羽を選んでふられてしまう。恋愛沙汰で浅羽と揉めたものの、浅羽が移動販売事業部長として本社に復帰した際には、取材に来た記者に対しスイーツ開発の改革を進め、やりがいのある仕事を与えてくれたと浅羽に感謝している。
イブの夜は実家の洋菓子店の手伝いをして過ごし、今年はシングルベルであると考えていたが、店の手伝いを申し込んだが断られたはずの里保が店に現れ、彼女と二人で忙しいイブの夜を過ごす。里保から、樹木のSNS「キキかじり」でコンビニスイーツ以外で唯一、誠が樹木のために一から考えて作ったケーキが掲載されていることを教えられ、「恋人にはなれなかったが、新谷は樹木にとって特別な人だった」と評される。
北川里保（きたがわ りほ）
演 - 石橋静河
ココエブリィ本社・商品部スイーツ課の社員。浅羽の元交際相手。
かつて仕事の多忙によるすれ違いで交際関係が破局を迎えた浅羽と、彼がココエブリィ本社の社長に就任したことで再会を果たす。
上司の一岡にあこがれており、一岡のように自身のスイーツを手掛けたいと考えているが、まだ企画が商品化されたことが無く、樹木とのシュークリームの商品化を掛けた審査会で勝利し、初めて自分の企画が商品化される運びとなるが、配送テストをクリアすることが出来ず、最終的には樹木のシュークリームが商品化される。企画が商品化された樹木を祝福するものの、浅羽に心配されたことであと少しのところで商品化を逃した悔しさがこみ上げ涙を流してしまう。その際、浅羽から慰めてもらったことを切っ掛けに、彼との交際を再開させる。
シュークリームの商品化は逃したものの開発の手腕を評価され、ココエブリィがSDGs 活動の一環で行う台風 被害を受けた山梨県産の規格外品のリンゴを使用したスイーツの開発プロジェクトリーダーに抜擢されるが、浅羽が社長から解任され、スイーツの開発方針を以前のように戻すと神子から通達が出されたため、開発したアップリンの商品化が中止となる。次回開発予定だったパンプディングの開発も仕切り直しを余儀なくされるが、初めて自分が手がけた企画が商品化される。浅羽が移動販売事業部長として本社に復帰した際には、取材された記者に今後は移動販売に特化したスイーツの開発をしたいと答えている。
浅羽が樹木と一緒にいるときには、自分と一緒にいるときには見せないような笑顔で楽しそうに接している様子を何度も目撃しており、浅羽と樹木は互いを高めあう特別な関係で、浅羽は樹木のことを好きだと気付いていないと告げ、浅羽のことが好きでありながら、彼との別れを切り出す。
浅羽と交際を解消した後は、樹木に浅羽と破局して浅羽は樹木に好意を持っていることを伝え、誠には樹木との交際を頑張るように応援する。
イブの夜はドルチェキッチンの山口からホームパーティーに招待され新谷の店の手伝いの要請を断っていたが、やはり新谷のことが気になり、彼を手伝うために洋菓子店に現れている。

### ココエブリィ上目黒店
上杉和也（うえすぎ かずや）
演 - 飯塚悟志（東京03）
店長。樹木を本社にヘッドハントされ、人手不足ながら本部からの高度な命令をやりくりする。若手バイトのよき相談相手。
樹木の開発したシュークリームを沢山売ってあげようと販売に力を入れ、全店舗で売上1位を達成し本社から表彰される。
交際を断られた後も樹木が浅羽に対し未練があり、浅羽も樹木を意識していることを見抜いており、樹木と浅羽が二人きりになれるようにコンビニカーの商品補充や出張販売の作業を樹木に代行させるなど、二人の仲を取り持つのに何かと気を利かせる。
李思涵（リ・スーハン）
演 - 古川琴音
北京生まれの中国人アルバイト。周りからスーと呼ばれている。
青春スポーツ漫画家志望。小さいころから絵を描くことが好きで、中学時代に日本の漫画に感化される。大学で日本語を学び5年前に北京から来日し、樹木とルームシェアをしており、二人で大福という名前のハリネズミをペットとして飼っている。
樹木の恋愛を応援する一方、自身は店長の上杉に好感を抱いているが、碓井の思いには気付いていない。
イブの晩に応募していた漫画コンテストで『可可便利店』が新人漫画賞を受賞した報告メールを受信する。
碓井陸斗（うすい りくと）
演 - 一ノ瀬颯
樹木のバイト仲間。
彼目当てで来店する女性客が多くいるイケメン店員。同僚のスーに思いを寄せている。

### ココエブリィ本社
大手3社から引き離された業界シェア第4位のコンビニチェーン。テラダマートの子会社。

#### 取締役会・執行役員会
神子亮（かみこ りょう）
演 - 山本耕史
専務。一岡の元恋人 。バツイチ独身で前妻から引き取った幼い娘・茉由がいる。
現場上がりの叩き上げで、浅羽の進める改革に反対派の意見をぶつけ退陣を狙っていたことから、浅羽が創業家から株式を譲渡された暁にはココエブリィの株式をエクサゾンに売り払おうとする背任行為を密かに進めていることを理由に取締役会で浅羽の解任動議を発動させ、浅羽を解任してココエブリィから追い出すことに成功する。浅羽が社長を解任された後は社内では会社を守った英雄扱いをされており、社長代行に就任する。
一岡から交渉されたことで一度方針を変更したスイーツ開発を浅羽が社長を務めていた当時の方針に戻すことを決定し、一度お蔵入りとなったアップリンの審査会を開き、元スイーツ課の課長であった頃の経験もあり、本当は一定以上の出来栄えである評価をしていたもののわざと酷評し、より完成度の高いものを新谷たちに開発させるように仕掛けて、完成度を高めたアップリンが仕上がったことで商品化にGOサインを出す。
浅羽を追い出したものの、彼が創業者一族の清水から出資してもらい立ち上げたコンビニカーでの移動販売事業がSNSで評判となっていることを、自分の知らないところで勝手に動かれマスコミからの問い合わせに対応ができず迷惑だと強がるが内心では浅羽のビジネスの手腕を認め、彼が移動販売事業の売り込みを直談判しにコエブリィ本社を訪問した際は、移動販売事業部を立ち上げることを即答し、その陣頭指揮を執る人物として浅羽にオファーをかける。
一岡には未練があり、クリスマスイブの晩に娘の茉由を交えたディナーに誘い、渡したプレゼントがムードがないと酷評されるが、交際したいという気持ちは一岡に伝わり、ディナーの帰り道は一岡から腕を組まれ寄り添われる。
武沢慶介（たけざわ けいすけ）
演 - 八神徳幸
取締役。神子派で実店舗に関する経営手腕が未知数の浅羽に懐疑的であった。浅羽がテコ入れしたスイーツが大ヒットしたことで彼になびき始めていたが、神子の仕掛けた浅羽の解任動議に賛成票を投じる。
柴田真一（しばた しんいち）
演 - 森本のぶ
取締役。神子派で親会社の意向で提携した実店舗販売のノウハウがない浅羽たち「エクサゾン」が経営介入することを快く思っていなかった。浅羽のスイーツの商品テコ入れが成功したことで彼になびき始めていたが、神子の仕掛けた浅羽の解任動議に賛成票を投じる。
取締役
演 - 池浪玄八

#### 商品部スイーツ課
一岡智子（いちおか ともこ）
演 - 市川実日子
課長。コンビニスイーツを知り尽くすプロ。かつて神子と交際していたが、スイーツ開発に打ち込みたい思いから彼のプロポーズを断っている。
浅羽の指示に従わず反抗的な態度をとっていたことから浅羽から課長職を解任され、社長室IR 企画部へ異動となる。浅羽が社長を解任されたあとは神子から社長室に留まり自身の社長代行の業務のバックアップをしてほしいと申し出を受けるが、それを断り、スイーツ課に課長代理として復帰する。
浅羽のスイーツ改革で新たな客層を掴んだことことから、浅羽の改革は成功していると考えており、神子に直談判し中止していたスイーツ改革を復活させる。
神子からクリスマスにプレゼントをするような関係になろうかと告げられ、クリスマスイブの晩に彼の娘の茉由を交えたディナーに誘われる。ディナーの席で神子から渡されたプレゼントをムードがないと酷評するが、彼の交際したいという気持を受け取り、ディナーの帰り道に神子と腕を組み寄り添う。
三田村敦史（みたむら あつし）
演 - 佐藤貴史
課内の番頭的な存在。異動となった一岡の後任としてスイーツ課の課長に就任する。
後輩の土屋や藤野からは業務を離れると「みたむらっち」と呼ばれ慕われている。
樹木の情熱を持ち自由な発想で生み出すスイーツを評価しているが、浅羽が退任後、神子が従来の方針でスイーツ開発を進めるとの通達に従わないことから樹木の人事評価が低いため、このままでは他部署への異動が発令される可能性が出てきたので、樹木を守るために一時的にスイーツ開発の業務から外し勉強を兼ねて店舗の販売促進の業務に回す。
土屋弘志（つちや ひろし）
演 - 長村航希
催事スイーツ担当。
商品開発のコスト意識が皆無で会社員としてのマナーがなっていない樹木に苛立ちを覚えるが、本気でシュークリーム開発に取り組んでいる熱意を感じ取り、樹木が材料として希望していたベトナム産カカオの買い付けに協力する。
クリスマスイブの夜には、彼女にプロポーズをしている。
藤野恵（ふじの めぐみ）
演 - 中田クルミ
カフェスイーツ担当。
土屋と同様に会社員として樹木によい印象を持っていなかったが、本気でシュークリーム開発に取り組んでいる熱意を感じ取り、樹木が希望したベトナム産カカオの買い付けにベトナムへ出張する土屋に同行する。
熱狂的な漫画オタクで、クリスマスイブは好きな漫画の推しキャラの誕生日であることから、生誕祭と称してオタク仲間とパーティーを開いている。

#### 総務部
橋本奈緒（はしもと なお）
演 - 森脇英理子
社長秘書。浅羽への来客対応や雑誌やテレビ局からの取材の調整をしている。浅羽退任後は社長代行となった神子の秘書を務めている。

### ココエブリィ創業者一族
清水香織（しみず かおり）
演 - 笹本玲奈（第4話 - 第8話、最終話）
ココエブリィ創業者一族。ココエブリィの非公開株式の大半を保有している大株主。
神子と澤木の「ココエブリィの名前が無くなる」との横槍により、ココエブリィの株式を浅羽に譲渡することを取りやめるが、社長解任後、浅羽から移動式コンビニのアイディアを売り込まれた際は、ココエブリィが現状より良くなると考え、彼のアイディアに出資している。
エクサゾンの海外取引企業が移動販売事業に興味を持つていることを都築から聞かされたことから、浅羽も移動販売事業の海外展開を視野に入れていると予想しており、浅羽に都築を引き合わせ、海外でのビジネス展開の商談の仲介を務める。

### ドルチェキッチン
ココエブリィのスイーツを専門に製造・開発するベンダー会社。
主任
演 - 伊藤佳寿子（第1話 - 第3話・第8話）
スイーツ開発の主任。新谷の上司。

### エクサゾン
外資系ネット通販会社。ココエブリィと戦略的提携を結んでいる。
都築誠一郎（つづき せいいちろう）
演 - 利重剛（第1話 - 第7話）
営業本部長。浅羽の出向元の上司。
浅羽の能力を高く評価する一方、「信頼を得なければ人はついてこない」と苦言を呈すこともあった。
株式買取によりココエブリィをエクサゾンの100%子会社にすることを画策していたが、そのための前段階として社長として送り込んだ浅羽から株式の売買を拒否されたことで怒りを顕わにする。
後日、取引先の海外企業が移動販売事業に興味を持っていることから、清水に仲介してもらい浅羽に商談を持ち掛けている。
澤木直人（さわき なおと）
演 - 田村健太郎
浅羽の同期。浅羽を敵対視しており、ココエブリィに出向した浅羽に対し、高すぎる能力が経営陣に脅威に捉えられ左遷されたと悪態をつく。また、打ち合わせでエクサゾンに来社していた神子に接触を図り、浅羽が退路を断ちココエブリィの経営改革を成功させて創業者一族の信頼を勝ち取り、一族から株式を譲渡された途端、ココエブリィを売却する狙いがあると吹き込み、神子とともに創業者一族の清水に「株式を浅羽に譲渡してしまうと、株式を売却されてココエブリィの名前が無くなる」と横槍をいれて、株式譲渡を阻止する。

### その他
石原ゆり子（いしはら ゆりこ）
演 - 佐野ひなこ
ココエブリィ上目黒店の常連客。近くの指圧店「Goodくる指圧」に勤めている。
必ずコンビニで炭酸水を買うので、上目黒店のバイトたちから通称「炭酸子」と呼ばれている。
イケメンの碓井目当てで上目黒店に通っていたが、スピンオフにおいて、手違いでLINEのやりとりをする関係となった上杉に惹かれるようになり、彼と交際することになった。

### ゲスト

#### 第1話
大野裕太（おおの ゆうた）
演 - 田中俊介
樹木の元恋人。アイドルをクビになった樹木に就職先を色々提案していたが気が乗らない彼女を見限り、別の女性に乗り換える。
Cupid（キューピッド）
演 - ukka（水春、川瀬あやめ、村星りじゅ、茜空、桜井美里、芹澤もあ（新メンバー役））
樹木が所属していた地下アイドルグループ。樹木が卒業（クビ）になった後にメジャーデビューし、アリーナクラスの会場でワンマンライブをするほどの人気グループに成長している。
運営スタッフ
演 - こくぼつよし
Cupidの運営スタッフ。20歳になり10代ではなくなったことを理由に樹木をCupidからクビにする。
女子高生
演 - 菊池日菜子、前野えま
ココエブリィ上目黒店に来店した女子高生。Cupidが表紙を飾る雑誌を手に取り、Cupidの話題で盛り上がる。

#### 第2話
山口舞（やまぐち まい）
演 - 川上友里（第3話・第6話・最終話）
「ドルチェキッチン」の社員。北川と共にプチシューオーケストラやパンプディングの商品開発に取り組む。
イブの晩に北川をホームパーティーに招待している。

#### 第3話
記者
演 - 最上博貴、森谷奈緒子
ココエブリィの新作スイーツ発表会で「恋する火曜日のチョコっとリラックシュ〜」の開発者である樹木に取材をする。

#### 第4話
山梨県の職員
演 - 中松俊哉
ココエブリィがSDGs活動の一環で山梨県産の台風被害を受けたリンゴのフードロス対策を行うことになり、県庁に協定締結に訪問した浅羽たちをリンゴ園に案内する。
警備員
演 - 酒井健太（アルコ&ピース）
ココエブリィ本社が入居する渋谷サウルスのビルの警備員。社員証を提示せず社員用ゲートを通ろうとした樹木を注意する。

#### 第5話
雑誌記者
演 - 松沢有紗
経済誌「ネクストワン」の女性記者。ココエブリィ本社で浅羽と樹木の雑誌取材を行う。
カメラマン
演 - 天田暦
経済誌「ネクストワン」のカメラマン。雑誌取材で浅羽と樹木の写真を撮影する。
インタビュアー
演 - 吉岡睦雄
テレビ番組の取材でコエブリィ本社で浅羽と樹木のインタビューを行う。
「たいパフェ」店の販売スタッフ
演 - 安藤咲桜
移動販売車で「たいパフェ」を遊園地内で販売する女性スタッフ。
望月ナミ（もちづき ナミ）
演 - 堺小春
石原ゆり子の指圧店の同僚。ゆり子と一緒に3種類の「たいパフェ」を買っていたため、移動販売車のガス故障で買えなかった樹木と誠に1つ譲る。

#### 第6話
テレビのインタビュアー
演 - 小川知子（TBSアナウンサー）
社長代行に就任した神子にインタビューを行う。
神子茉由
演 - 落井実結子
亮のひとり娘。一岡に預けられ、父に行きたいとせがんでいたレストランに一緒に来店する。
高齢者施設の介護士
演 - 松本海希
高齢者施設の入居老人たちの代わりにスーパーに買い出しに出かけている。
スーパーのレジ係
演 - 新野アコヤ
温泉旅行に出かけた樹木たちが買い出しをしたスーパーのレジ係。

#### 第7話
道の駅りんどうの男性
演 - モロ師岡
道の駅にトイレを借りに来た樹木たちに軽井沢の住民たちが大規模停電で避難している学校の場所を教える。後に避難所に現れ、コンビニカーのコーヒーが品切れして購入できなかった人たちを見かねて道の駅で取り扱っているコーヒー豆を差し入れ、樹木が避難した人たちにそのコーヒーを振る舞う。
避難してきた軽井沢の住民たち
演 - 藤原邦章、小玉俊江、仲野元子、高橋陽子
大規模停電のため学校に避難してきた軽井沢の住民たち。日が暮れてからコンビニカーで商品を販売に来た樹木たちから温かい食べ物やコーヒーなどを購入する。
スイーツを買いに来た姉弟
演 - 新井美羽、阿久津慶人
学校に避難していた姉弟。コンビニカーのスイーツが品切れしたため買い損ねかけるが、後から商品を補充に来た新谷と北川のおかげでパンプディングを購入できた。

#### 第8話
記者
演 - 山田慎覇
ココエブリィ本社でのレジレス会計の発表会で浅羽のコンビニカー事業について神子に質問する。
車椅子の高齢女性
演 - にしだまちこ
老人ホーム「ひだまりの丘」の入居者。移動販売に来た浅羽に、麦味噌を取り寄せてもらう。
老人ホームの高齢男性
演 - 古川がん
老人ホーム「ひだまりの丘」の入居者。浅羽たちがコンビニカーで販売に来ることを歓迎する。
老人ホームの高齢女性
演 - 勝倉けい子
老人ホーム「ひだまりの丘」の入居者。樹木にスイーツの違いを尋ねる。

## スタッフ
- 脚本 - 神森万里江、青塚美穂
- プロデュース - 中井芳彦、黎景怡
- 演出 - 岡本伸吾、坪井敏雄、大内舞子、小牧桜
- 音楽 - 木村秀彬
- 主題歌 - SEKAI NO OWARI「silent」（ユニバーサルミュージック）[6]
- 台本監修（コンビニ） - 吉岡秀子
- 商品開発監修 - 松澤圭子（株式会社トロア）
- スイーツ監修 - 徳永純司（ホテルインターコンチネンタル東京ベイ）
- 漫画制作・指導 - ふたつへんじ
- 地下アイドル監修 - 姫乃たま
- コンビニ店舗監修 - 最上博貴
- 法律監修 - 弁護士法人東京スタートアップ法律事務所
- 製作著作 - TBS

## ロケ地
- 生活彩家御茶ノ水駅前店（東京都千代田区神田駿河台）：ココエブリィ上目黒店[7]。
- ホテルグリーンプラザ軽井沢（群馬県吾妻郡嬬恋村大前細原）：ココエブリィ上目黒店で働くメンバーたちが温泉一泊旅行で訪れたホテル[7]。
- 渋谷ソラスタ（東京都渋谷区道玄坂）：ココエブリィ本社[7]。
- 富士急行下吉田駅（山梨県富士吉田市新倉）：浅羽と樹木が電車を待っていた駅[7]。
- 浅草神社（東京都台東区浅草）：浅羽と里保がデートで訪れた神社[7]。

## 放送日程
| 話数                                                                         | 放送日   | サブタイトル                                             | 脚本       | 演出     | 視聴率 |
| ---------------------------------------------------------------------------- | -------- | -------------------------------------------------------- | ---------- | -------- | ------ |
| 第1話                                                                        | 10月20日 | 社長VSアルバイト 業界最下位コンビニをスイーツと恋が救う  | 神森万里江 | 岡本伸吾 | 09.4%  |
| 第2話                                                                        | 10月27日 | 社長の元恋人が登場! 走り出す4人の想い                    | 神森万里江 | 岡本伸吾 | 09.1%  |
| 第3話                                                                        | 11月03日 | 恋のフェロモン発動中! 今夜…大波乱!                       | 青塚美穂   | 坪井敏雄 | 08.4%  |
| 第4話                                                                        | 11月10日 | 両想いになりたい! 初めての旅行とキス                     | 神森万里江 | 大内舞子 | 08.3%  |
| 第5話                                                                        | 11月17日 | ついに愛の告白へ! さよなら大好きな人                     | 青塚美穂   | 岡本伸吾 | 08.6%  |
| 第6話                                                                        | 11月24日 | 再会…からのうれしはずかし温泉一泊旅行! 初めての社長の顔! | 神森万里江 | 坪井敏雄 | 09.8%  |
| 第7話                                                                        | 12月01日 | 好きが降る夜…運命は2人を離さない!                        | 青塚美穂   | 小牧桜   | 09.6%  |
| 第8話                                                                        | 12月08日 | 最終章〜やっぱりあなたと一緒にいたいんです!!             | 神森万里江 | 岡本伸吾 | 09.7%  |
| 第9話                                                                        | 12月15日 | 令和最高のデート!!                                       | 神森万里江 | 大内舞子 | 10.9%  |
| 最終話                                                                       | 12月22日 | 好きだから…僕は君を今夜あたためたい!                     | 神森万里江 | 岡本伸吾 | 11.3%  |
| 平均視聴率 9.5% （視聴率はビデオリサーチ調べ、関東地区・世帯・リアルタイム） |          |                                                          |            |          |        |

- 初回は15分拡大（22:00 - 23:12）。

### インターネット配信
| 配信元 | 配信期間 | 備考                 |
| ------ | -------- | -------------------- |
| TVer   | 7日      | 最新回限定で無料配信 |
| GYAO!  | 7日      | 最新回限定で無料配信 |
| Paravi | 過去分   | 有料配信             |

- TVer 2020年10-12月期 番組再生数ランキングで、計測期間内（2020年10月1日～12月31日）に1384万回再生され、再生数第1位となった[10]。

## 受賞・評価
- 第106回ザテレビジョンドラマアカデミー賞
  - 主演女優賞（森七菜）[11]

## その他
- ドラマとのタイアップで、作中に登場する「恋する火曜日のチョコっとリラックシュ〜」が11月2日から[5][注 8]、「恋する火曜日の極上パンプディング」が11月23日から[12]、「恋する火曜日のアップルクランブルチーズ」が12月14日から全国のセブン-イレブンにて実際に販売されていた[13]。
- 同じ2020年10月期のTBS系金曜ドラマ『恋する母たち』では、主人公・石渡杏が好きな食べ物として「ココエブリィのアナゴ入り太巻」を挙げた[14]。
- 上杉役の飯塚と都築役の利重の容姿が似ていたことから、第7話で都築がココエブリィ上目黒店を訪れ、レジで面と向かった上杉と2人同時に「似てる?」と言い合うシーンが放送された[15][16]。
- 2021年4月期に同枠で放送されていた『着飾る恋には理由があって』で、山下美月が演じる茅野七海のTwitterにて、ココエブリィの「唐揚げマヨネーズ丼」が写っているツイートが投稿された[17]。

## 関連商品

### 映像商品
『この恋あたためますか DVD-BOX』
『この恋あたためますか  Blu-ray BOX』
販売元：TCエンタテインメント、発売：2021年6月25日、初回生産限定封入特典：オリジナルエコバッグ＋ミニポスター

## スピンオフドラマ
『その恋もう少しあたためますか』（そのこいもうすこしあたためますか）のタイトルで、2020年10月20日より動画配信サービスParaviにて本編の『この恋あたためますか』終了後に毎週配信されている。
ココエブリィ上目黒店で働く李思涵、碓井陸斗、店長の上杉和也、そして常連客・石原ゆり子を中心とした物語。漫画家を目指して来日した中国人・李のマンガ日記の目線から、4人の四角関係が描かれる。

### キャスト（スピンオフドラマ）
- 李思涵（リ・スーハン） - 古川琴音
- 碓井陸斗 - 一ノ瀬颯
- 上杉和也 - 飯塚悟志（東京03）
- 石原ゆり子 - 佐野ひなこ

### ゲスト（スピンオフドラマ）
- 望月ナミ - 堺小春（第2話）
- 来店客 - 土田英生（第4話）
- 大福（ハリネズミ） - 花江夏樹（声の出演）（第5話・最終話）[20]
- 井上樹木 - 森七菜（最終話）
- 浅羽拓実 - 中村倫也（最終話）

### スタッフ（スピンオフドラマ）
- 脚本 - 土田英生
- 演出 - 小牧桜、大内舞子、嶋田広野、黎景怡
- 音楽 - 木村秀彬
- プロデューサー - 黎景怡、中井芳彦
- 制作著作 - TBS

### 配信日程（スピンオフドラマ）
| 各話   | 配信日   | サブタイトル                          | 演出     |
| ------ | -------- | ------------------------------------- | -------- |
| 第1話  | 10月20日 | その恋、一方通行!の巻                 | 小牧桜   |
| 第2話  | 10月27日 | その恋、誤解の嵐!の巻                 | 小牧桜   |
| 第3話  | 11月03日 | その恋、青天の霹靂!の巻               | 嶋田広野 |
| 第4話  | 11月10日 | その恋、一触即発!の巻                 | 小牧桜   |
| 第5話  | 12月01日 | 〜大福の大冒険〜恋のキューピッド!の巻 | 大内舞子 |
| 最終話 | 12月22日 | その恋、幸あれ!の巻                   | 黎景怡   |

- 11月17日・24日・12月8日・15日は新作の配信休止。